# Sarothruridae
Sarothruridae là danh pháp khoa học của một họ chim, hiện chưa được công nhận trong Handbook of the Birds of the World (HBW), nhưng được công nhận trong phiên bản 2015 của The Clements Checklist of the Birds of the World hay World Bird Names.
Trước đây, các chi mà trong bài này coi là thuộc họ Sarothruridae từng được xếp trong họ Rallidae. Sự đánh giá lại có ý nghĩa đáng kể về các mối quan hệ trong họ Rallidae là trong nghiên cứu của Sibley và Ahlquist (1985, 1990) trên cơ sở lai ghép DNA-DNA. Các công trình này gợi ý rằng Sarothrura ở châu Phi và Madgascar đã rẽ nhánh ra khỏi Rallidae khoảng 60 triệu năm trước trong thế Paleocen và vì thế họ đề xuất rằng chi Sarothrura nên được xếp trong họ riêng của chính nó là Sarothruridae, trong phạm vi liên họ của chính nó là Sarothruroidea (Sibley & Ahlquist, 1985).
Các loài Sarothrura có dị hình giới tính mạnh ở bộ lông và chúng đẻ trứng có vỏ màu trắng, không đốm. Cả hai đặc điểm này là hiếm thấy trong họ Rallidae.
Olson (1973) cũng đề xuất rằng Sarothrura có mối quan hệ họ hàng gần với gà nước rừng Rallicula ở New Guinea, chủ yếu trên cơ sở đặc trưng bộ lông và một thực tế là Rallicula cũng đẻ trứng màu trắng.
Nghiên cứu phát sinh chủng loài gần đây xác nhận rằng Sarothrura có quan hệ họ hàng gần với các loài chân bơi hơn là với gà nước.
Trước năm 2014, họ này chỉ bao gồm 1 chi duy nhất là Sarothrura với 9 loài, nhưng Garcia-R. et al. (2014) tìm thấy rằng điều tương tự cũng đúng với 3 loài của chi Canirallus, và chúng có quan hệ họ hàng gần với Sarothrura hơn là với chân bơi.
Livezey B.C. (1998) thấy rằng 4 loài của chi Rallicula (trước đây được coi là một phần của chi Rallina) cũng thuộc về nhóm này trên cơ sở phân tích phát sinh chủng loài dựa theo các đặc trưng xương, cơ, da và lông. Vì thế, tốt nhất chúng nên được xếp vào họ Sarothruridae.

## Các chi và loài
- Sarothrura: 9 loài ở châu Phi và Madagascar.
  - Sarothrura pulchra
  - Sarothrura elegans
  - Sarothrura rufa
  - Sarothrura ayresi
  - Sarothrura watersi
  - Sarothrura boehmi
  - Sarothrura lugens
  - Sarothrura affinis
  - Sarothrura insularis
- Mentocrex: 2 loài ở Madagascar. Trước đây từng gộp trong chi Canirallus.[12]
  - Mentocrex kioloides (đồng nghĩa: Canirallus kioloides): - gà nước đồng rừng Madagascar
  - Mentocrex beankaensis[13] (đồng nghĩa: Canirallus beankaensis) - gà nước rừng thưa Tsingy.
- Rallicula ??? (còn tranh cãi): 4 loài gà nước rừng ở New Guinea.
  - Rallicula rubra - gà nước rừng nâu dẻ
  - Rallicula leucospila - gà nước rừng vằn trắng
  - Rallicula forbesi - gà nước rừng Forbes
  - Rallicula mayri - gà nước rừng Mayr

## Chuyển đi
- Canirallus: 1 loài ở châu Phi. Chuyển về họ Rallidae.[12]
  - Canirallus oculeus - gà nước họng xám